# Bohlinia
Bohlinia és un gènere extint de giràfid, del clade dels artiodàctils. Fou descrit pel paleontòleg Dr. Matthew el 1929 i compta amb dues espècies: B. adoumi i B. attica. L'espècie Attica ha estat re-classificada diverses vegades des de la seva descoberta, essent descrita primerament com a Camelopardalis attica i posteriorment com a Giraffa attica.
Bohlinia es caracteritzava per tenir uns ossicons forts i llargs i un crani pla i allargat. Se n'han trobat restes fòssils a Iraq, Grècia, Turquia i el Txad.